# Ринальди, Джованни
Джованни Ринальди (итал. Giovanni Rinaldi; 1 января 1840, Реджоло, Реджо-Эмилия — 25 марта 1895, Генуя) — итальянский композитор. Дед Нино Рота.
Окончил школу в Корреджо, затем учился фортепианной игре в Милане у Антонио Анджелери и Франческо Сангалли, после чего с 1862 года жил и работал в Генуе. Занимался преимущественно педагогической деятельностью, преподавал в генуэзской школе Марчеллине; среди его учеников был Эдоардо Трукко.
Оставил значительное количество небольших, но оригинальных фортепианных пьес, забытых после его смерти и возвращённых к жизни лишь с выходом в 2019 году тройного альбома фортепианной музыки Ринальди в исполнении Дарио Бонуччелли. Творчество Ринальди рассматривалось как наследующее Фридерику Шопену (встречается даже именование его как «итальянского Шопена») и в чём-то предвосхищающее музыку импрессионизма.
Был женат на пианистке Джоконде Анфосси, младшая из их шестерых детей, Эрнеста Ринальди (1880—1954), также начинала как пианистка, но оставила карьеру после замужества и посвятила себя воспитанию детей, старшим из которых был Нино Рота.
Памяти Ринальди был целиком посвящён в январе 1915 года последний номер миланского журнала Vita musicale.